# Girl’s Day
Girl’s Day (hangul: 걸스데이) – południowokoreański girlsband k-popowy wydawany pod dystrybucją wytwórni Dream Tea Entertainment. Zespół zadebiutował 7 lipca 2010 roku, z pięcioma członkiniami pochodzenia południowokoreańskiego: Jihae, Jisun, Jiin, Sojin, oraz Minah wydając utwór „Tilt My Head” (kor. 갸우뚱 (Tilt My Head)). Zespół wydał swój pierwszy singel Girl’s Day Party #1 dwa dni po debiucie. Aktualnie zespół posiada zmieniony skład, który definiują cztery wokalistki: Sojin, Minah, Yura i Hyeri.
W styczniu 2019 roku ogłoszono, że choć zespół nie zostanie rozwiązany, wszystkie członkinie zespołu zdecydowały nie przedłużać kontraktu z wytwórnią.

## Historia

### Przed debiutem
Agencja Dream Tea Entertainment rozpoczęła promocję grupy Girl’s Day na krótko przed ich debiutem, tworząc kanał na YouTube i konto na Twitterze, zarówno dla grupy, jak i dla każdej z członkiń. Grupa wydała filmy promocyjne z flash mobów, w których pokazała swoje umiejętności taneczne. Kręcono je w różnych dzielnicach Seulu, wzbudzając duże zainteresowanie. Oficjalny fanklub Girl’s Day otrzymał nazwę Daisy (Dai5y).

### 2010–2011: Debiut zGirl’s Day Party #1, zmiana składu iEveryday
W lipcu 2010 roku Girl’s Day zadebiutowały w pięcioosobowym składzie, z Jihae, Jisun, Jiin, Sojin i Minah. Pierwszą ich piosenką była „Tilt My Head” (kor. 갸우뚱), która została wydana 7 lipca. Debiutancki singel Girl’s Day Party #1 został wydany dwa dni później. Grupa kontynuowała promocję „Tilt My Head” i pierwszego cyfrowego singla „How About Me”, do którego to 21 lipca wydano teledysk. Dwa miesiące po debiucie grupy członkinie Jisun i Jiin opuściły grupę w celu realizacji indywidualnych zainteresowań. Do grupy dołączyły Yura i Hyeri. Pierwszym wydawnictwem z nowymi członkiniami był cyfrowy singel Girl’s Day Party #2, który ukazał się 29 października. Zawierał piosenkę „Nothing Lasts Forever” (kor. 잘해줘봐야).
23 lutego 2011 roku w Japonii ukazał się album Nami Tamaki z piosenką „Girlie Night”, w której wystąpiła grupa. W marcu dziewczyny wydały cyfrowy singel Girl’s Day Party #3, z utworem „Twinkle Twinkle” (kor. 반짝반짝). Piosenka odniosła komercyjny sukces, zajmując 4. miejsce w kwietniu na miesięcznym cyfrowym rankingu Melon. 7 maja grupa miała swój pierwszy koncert, który odbył się na Tajwanie. Koncert został zorganizowany przez Koreańską Organizację Turystyczną, wystąpiły wraz z grupami U-KISS i Super Junior-M. W lipcu zespół wydał drugi minialbum zatytułowany Everyday, promowany był piosenką „Hug Me Once” (kor. 한번만 안아줘), a we wrześniu singel Girl’s Day Party #4, z utworem „Don't Flirt” (kor. 너, 한눈 팔지마!).

### 2012–2013:Everyday IIi pierwszy album

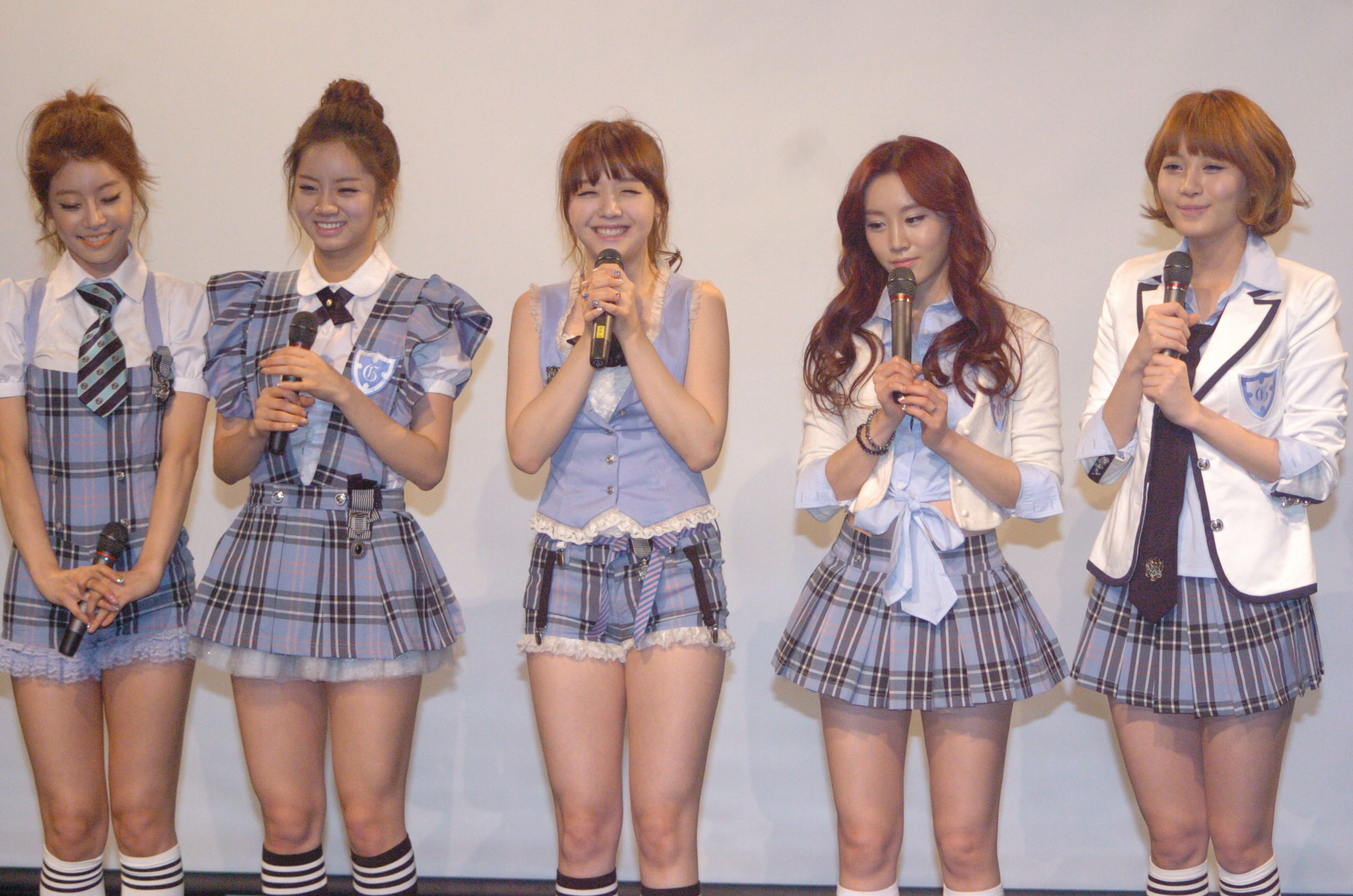
Girl’s Day w 2012 r.

18 kwietnia 2012 roku Girl’s Day wydały minialbum Everyday II, który promowany był singlem „Oh! My God”. Zawierał również utwór „Telepathy” (kor. 텔레파시) napisany i skomponowany przez Sojin. 17 października Dream Tea Entertainment ujawniło, że Jihae opuści grupę z powodów osobistych. 26 października pozostałe cztery członkinie powróciły z cyfrowym singlem Girl’s Day Party #5.
20 lutego 2013 roku Girl’s Day wydały singel „White Day”, a następnie 14 marca ukazał się ich pierwszy album Gidae. Wraz z teledyskiem „Expect”, dziewczyny zmieniły wizerunek z uroczego na seksowny, zwiększając tym samym popularność grupy. Grupa otrzymała nagrodę „Year's Long-Run Song Award” na trzeciej gali Gaon Chart K-Pop. Promowały także singel „Female President”, z utworem o tym samym tytule, który został nazwany przez Billboard jednym z „20 najlepszych utworów K-pop w 2013”. 24 czerwca album Gidae został wydany ponownie jako repackage, pod nowym tytułem Yeoja Daetongryeong, z piosenką „Female President”. Dzięki tej piosence grupa zajęła po raz pierwszy 1. miejsce w programie muzycznym. Nagrodę otrzymały w programie SBS Inkigayo 7 lipca. Jednak program nie został wyemitowany z powodu katastrofy lotniczej Asiana Airlines. Nagrodę odebrały w kolejnym odcinku Inkigayo 14 lipca. 27 lipca ogłosiły zakończenie promocji albumu. Następnie grupa wydała cyfrowy singel Party Girl Day #6 z piosenką „Please Tell Me”. 15 października ukazał się singel „Let's Go”, z motywacyjną piosenką, napisaną i skomponowaną przez Sojin.

### 2014: Everyday 3, Everyday 4 i I Miss You

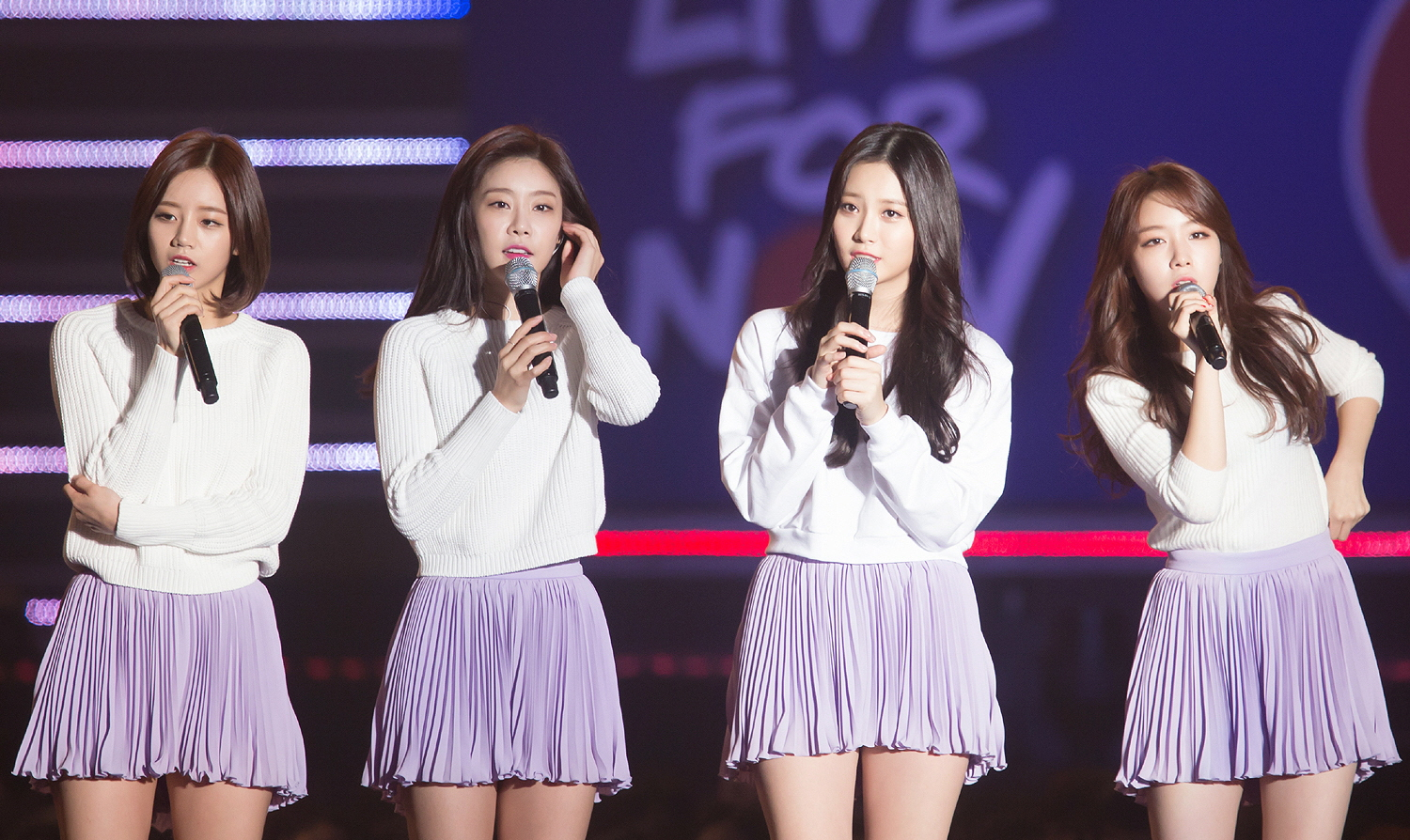
Girl’s Day w 2014 r.

3 stycznia 2014 r. Girl’s Day wydały czwarty minialbum Everyday 3. „Something” stał się ich najlepszym utworem, osiągając 2. miejsce zarówno na koreańskiej liście Billboard K-Pop Hot 100, jak i na Gaon Digital Chart. Teledysk do tego utworu osiągnął ponad milion wyświetleń w ciągu jednego dnia, a piosenka zajęła również pierwsze miejsce na miesięcznym wykresie Gaon Digital Chart. Piosenka znajdowała się w pierwszej dziesiątce K-Pop Hot 100 przez osiem tygodni. Girl’s Day z piosenką „Something” zdobyły pięć nagród muzycznych. Zdobyły również nagrodę za najlepszy występ taneczny „Best Dance Performance Female Group” podczas Mnet Asian Music Awards 2014. W lipcu grupa wydała swoj piąty minialbum, Everyday 4, z głównym singlem „Darling”, który uplasował się na 27. miejscu rocznego cyfrowego wykresu Melon. 15 października grupa wydała kolejny minialbum I Miss You, który znajdował się na karcie elektronicznej. 26 listopada wydały debiutancki album w Japonii o nazwie Girl’s Day Best Album. Album zawierał wszystkie hity wydane przez grupę w Korei Południowej.

### 2015–2016: Drugi album i debiut z Japońskim albumem
12 maja 2015 r. Girl’s Day uruchomiły projekt „Hello Bubble” we współpracy z Mise-en-scène, marką farb do włosów. W czerwcu grupa udała się na Okinawę, by nakręcić zdjęcia do programu MBC One Fine Day. Girl’s Day powróciły 6 lipca, wydając drugi album Love. Tego samego dnia odbył się pokaz, promujący nowy album, oraz świętowanie z fanami piątej rocznicy powstania grupy. Do promocji albumu posłużyła pioseneka „Ring My Bell”. 30 września Girl’s Day wydały w Japonii singel „Darling”, który zawierał japońskie wersje singli „Darling”, „Twinkle Twinkle” i „Ring My Bell”. 1 listopada grupa zorganizowała pokaz w Tajpej, wykonując dwanaście swoich piosenek dla 2000 fanów. W 2015 r. Girl’s Day uplasowały się na 13. miejscu w Korea Power Celebrity 2015. Rankingu najpotężniejszych i najbardziej wpływowych celebrytów w Korei.
Na początku października 2016 r. Grupa nagrała komercyjną piosenkę o nazwie „Perfect Stage”, ponownie dla marki Mise-en-scène.

### 2017–2019: Girl’s Day Everyday 5 i odejście z wytwórni

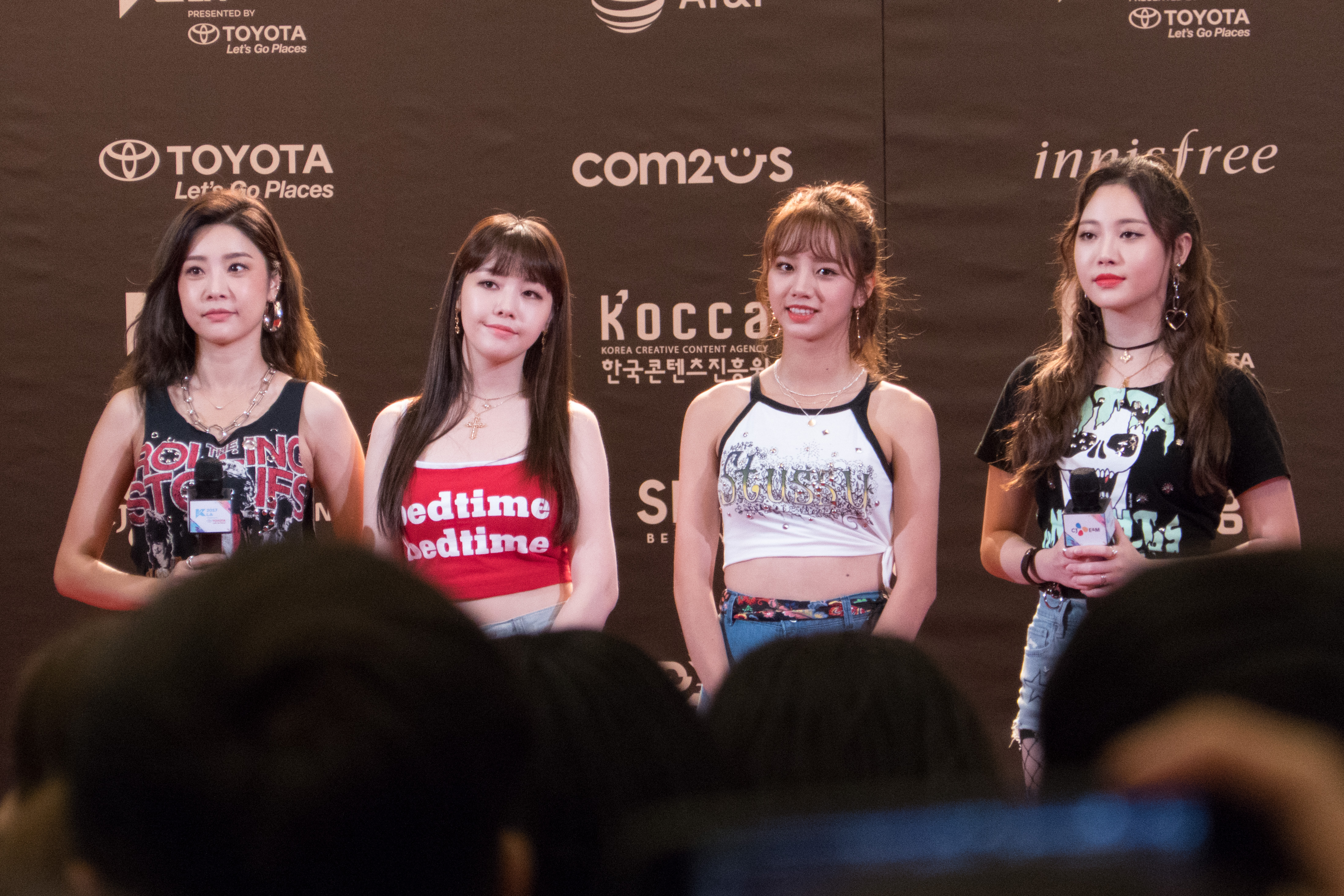
Girl’s Day KCON 2017 LA

2 marca 2017 r. Dream T Entertainment ogłosiło, że Girl’s Day powrócą po 21-miesięcznej przerwie, podczas której dziewczyny skupiały się na działaniach solowych. 10 marca agencja potwierdziła, że grupa powróci 27 marca z nowym minialbumem. 17 marca Dream T Entertainment podała plan powrotu grupy i ujawniła nazwę minialbumu, którą będzie Girl’s Day Everyday #5. W dniu ich powrotu wyszedł oficjalny teledysk do utworu tytułowego „I'll Be Yours” został wydany jednocześnie na oficjalnym kanale YouTube Girl’s Day i na kanale 1theK; teledysk na kanale 1theK przekroczył 2 miliony wyświetleń w mniej niż 24 godziny. Nowy minialbum zadebiutował na 7. miejscu tygodniowej listy Billboard World Albums. W kraju po wydaniu singla „I’ll be Yours” szybko wspiął się na listy przebojów, zajmując 2. miejsce na liście Genie i 11. miejsce na liście Melon.
11 stycznia 2019 roku media obiegła wiadomość, że wszystkie członkinie grupy nie przedłużą kontraktów z Dream T Entertainment i dołączą do oddzielnych agencji, jednocześnie nie ogłaszając rozpadu grupy.

## Członkowie

### Ostatni skład zespołu
| Pseudonim   | Pseudonim | Prawdziwe imię | Prawdziwe imię | Pozycja                             | Data urodzenia   |
| Latynizacja | Hangul    | Latynizacja    | Hangul         | Pozycja                             | Data urodzenia   |
| ----------- | --------- | -------------- | -------------- | ----------------------------------- | ---------------- |
| Sojin       | 소진      | Park So-jin    | 박소진         | liderka, główna wokalistka          | 21 maja 1986     |
| Yura        | 유라      | Kim Ah-young   | 김아영         | główna raperka, wokalistka          | 6 listopada 1992 |
| Minah       | 민아      | Bang Min-ah    | 방민아         | główna wokalistka, twarz zespołu    | 13 maja 1993     |
| Hyeri       | 혜리      | Lee Hye-ri     | 이혜리         | maknae, wokalistka, główna tancerka | 9 czerwca 1994   |

### Byłe członkinie
| Pseudonim   | Pseudonim | Prawdziwe imię | Prawdziwe imię | Pozycja                          | Data urodzenia       | Aktywność w zespole                 |
| Latynizacja | Hangul    | Latynizacja    | Hangul         | Pozycja                          | Data urodzenia       | Aktywność w zespole                 |
| ----------- | --------- | -------------- | -------------- | -------------------------------- | -------------------- | ----------------------------------- |
| Jihae       | 지해      | Woo Ji-hae     | 우지해         | główna raper ka, główna tancerka | 14 maja 1989         | 7 lipca 2010 – 17 października 2012 |
| Jisun       | 지선      | Hwang Ji-sun   | 황지선         | wokalistka                       | 17 października 1989 | 7 lipca 2010 – 12 września 2010     |
| Jiin        | 지인      | Lee Ji-in      | 이지인         | Główna wokalistka                | 13 marca 1992        | 7 lipca 2010 – 12 września 2010     |

## Dyskografia

### Albumy studyjne
| Rok                                            | Dane dot. albumu | Najwyższa pozycja | Sprzedaż       |            |
| Rok                                            | Dane dot. albumu | KOR               | Sprzedaż       |            |
| Koreańskie                                     | Koreańskie | Koreańskie        | Koreańskie     | Koreańskie |
| ---------------------------------------------- | --- | ----------------- | -------------- | ---------- |
| 2013                                           | Gidae (기대) - Wydany: 14 marca 2013 - Wytwórnia: DreamTea Entertainment - Format: CD, digital download                                                       | 4                 | - KOR: 12 118+ |            |
| 2013                                           | Yeoja daetonglyeong (여자 대통령) - Ponowne wydanie płyty Gidae. - Wydany: 24 czerwca 2013 - Wytwórnia: DreamTea Entertainment - Format: CD, digital download | 6                 | - KOR: 14 579+ |            |
| 2015                                           | Love - Wydany: 6 lipca 2015 - Wytwórnia: DreamTea Entertainment - Format: CD, digital download                                                                | 3                 | - KOR: 30 613+ |            |
| Japońskie                                      | |                   |                |            |
| 2015                                           | Girl’s Day 2015 Autumn Party - Wydany: wrzesień 2015 - Wytwórnia: DreamTea Entertainment, KISS Entertainment Inc - Format: CD, digital download               | –                 |                |            |
| „–” oznacza, że wydawnictwo nie było notowane. | |                   |                |            |

### Kompilacje
| Rok                                            | Dane dot. albumu | Najwyższa pozycja | Sprzedaż |
| Rok                                            | Dane dot. albumu | JPN               | Sprzedaż |
| ---------------------------------------------- | --- | ----------------- | -------- |
| 2014                                           | Best album - Wydany: 26 listopada 2014 - Wytwórnia: DreamTea Entertainment, KISS Entertainment - Format: CD, DVD, photobook | –                 |          |
| „–” oznacza, że wydawnictwo nie było notowane. | |                   |          |

### Minialbumy
| Rok  | Dane dot. albumu                                                                                                 | Najwyższa pozycja | Sprzedaż       |
| Rok  | Dane dot. albumu                                                                                                 | KOR               | Sprzedaż       |
| ---- | --- | ----------------- | -------------- |
| 2011 | Everyday - Wydany: 6 lipca 2011 - Wytwórnia: DreamTea Entertainment - Format: CD, digital download               | 4                 | - KOR: 9716+   |
| 2012 | Everyday 2 - Wydany: 17 kwietnia 2012 - Wytwórnia: DreamTea Entertainment - Format: CD, digital download         | 11                | - KOR: 5907+   |
| 2014 | Everyday 3 - Wydany: 3 stycznia 2014 - Wytwórnia: DreamTea Entertainment - Format: CD, digital download          | 4                 | - KOR: 21 210+ |
| 2014 | Everyday 4 - Wydany: 14 lipca 2014 - Wytwórnia: DreamTea Entertainment - Format: CD, digital download            | 3                 | - KOR: 25 270+ |
| 2017 | Girl’s Day Everyday 5 - Wydany: 27 marca 2017 - Wytwórnia: DreamTea Entertainment - Format: CD, digital download | 5                 | - KOR: 11 301+ |

### Single
| 2010                                           | „Tilt My Head”                    |    |                   | Girl’s Day Party #1 |
| 2010                                           | „How About Me”                    |    |                   | –                   |
| 2010                                           | „Nothing Lasts Forever”           |    |                   | Everyday            |
| 2011                                           | „Twinkle Twinkle (반짝반짝)”      |    | - KOR: 2 076 188+ | Everyday            |
| 2011                                           | „One More (한번만 안아줘)”        |    | - KOR: 1 422 182+ | Everyday            |
| 2011                                           | „Don't Flirt”                     |    |                   | Everyday 2          |
| 2012                                           | „Oh! My God”                      |    | - KOR: 821 818+   | Everyday 2          |
| 2012                                           | „Blue Rain 2012”                  |    |                   | –                   |
| 2012                                           | „Don't Forget Me (나를 잊지마요)” |    | - KOR: 724 686+   | Expectation         |
| 2013                                           | „White Day”                       | 43 |                   | Expectation         |
| 2013                                           | „Expect (기대해)”                 | 9  | - KOR: 1 108 467+ | Expectation         |
| 2013                                           | „Female President (여자 대통령)”  | 5  | - KOR: 804 718+   | Expectation         |
| 2013                                           | „Please Tell Me (말해줘요)”       | 9  | - KOR: 311 648+   | –                   |
| 2013                                           | „Let's Go”                        | 49 |                   | –                   |
| 2014                                           | „Something”                       | 2  | - KOR: 1 383 961+ | Everyday 3          |
| 2014                                           | „Darling”                         | 1  | - KOR: 1 036 598+ | Everyday 4          |
| 2014                                           | „I Miss You” (보고싶어)           | 4  | - KOR: 376 507+   | I Miss You          |
| 2015                                           | „Hello Bubble”                    | 13 |                   | Love                |
| 2015                                           | „Ring My Bell (링마벨)”           | 2  | - KOR: 775 562+   | Love                |
| 2017                                           | „I'll Be Yours”                   | 3  | - KOR: 372 021+   | Everyday 5          |
| Japońskie                                      |                                   |    |                   |                     |
| 2015                                           | „Darling (JPN ver.)”              | –  | - JPN: 14 974+    | –                   |
| „–” oznacza, że wydawnictwo nie było notowane. |                                   |    |                   |                     |

### Pozostałe utwory notowane
| Rok  | Tytuł             | Najwyższa pozycja | Album       |
| Rok  | Tytuł             | KOR Gaon          | Album       |
| ---- | ----------------- | ----------------- | ----------- |
| 2012 | „Two of Us”       |                   | Everyday 2  |
| 2013 | „Don't Trust Her” |                   | Expectation |
| 2014 | „Timing”          |                   | Everyday 4  |
| 2014 | „Look at Me”      |                   | Everyday 4  |
| 2015 | „With Me”         | 81                | Love        |

## Nagrody i nominacje
| Ceremonia                                   | Rok  | Kategoria                                         | Nominowany     | Rezultat  | Źródło |
| ------------------------------------------- | ---- | ------------------------------------------------- | -------------- | --------- | ------ |
| Asian Model Festival Awards                 | 2014 | Popularity Award                                  | Girl's Day     | Wygrana   | [ 74 ] |
| Cable TV Star Awards                        | 2014 | Cable TV Star                                     | Girl's Day     | Wygrana   |        |
| Ceci Star Awards                            | 2015 | Best K-pop Girl Group                             | Girl's Day     | Nominacja |        |
| Culture Technology Awards Ceremony          | 2015 | Artist Award                                      | Girl's Day     | Wygrana   |        |
| Gaon Chart Music Awards                     | 2012 | Discovery of the Year                             | Girl's Day     | Wygrana   |        |
| Gaon Chart Music Awards                     | 2014 | 15 Weeks Over Top 50                              | "Expectation"  | Wygrana   |        |
| Gaon Chart Music Awards                     | 2015 | Song of the Year (January)                        | "Something"    | Wygrana   |        |
| Gaon Chart Music Awards                     | 2016 | Global Popularity Award                           | Girl's Day     | Nominacja |        |
| Golden Disc Awards                          | 2015 | Digital Bonsang                                   | "Something"    | Wygrana   |        |
| Korea Wave Awards                           | 2016 | Pop Culture Award                                 | Girls' Day     | Wygrana   |        |
| Korean Culture Entertainment Awards         | 2010 | New Generation Popular Music Teen Singer Award    | Girls' Day     | Wygrana   | [ 75 ] |
| Korean Culture Entertainment Awards         | 2012 | Idol Music Excellence Award                       | Girls' Day     | Wygrana   | [ 76 ] |
| Korean Culture Entertainment Awards         | 2013 | Idol Excellence Award                             | Girls' Day     | Wygrana   |        |
| Korean PD Awards                            | 2015 | Performer of the Year - Singer Award (Daesang)    | Girls' Day     | Wygrana   | [ 77 ] |
| Korean Popular Culture & Arts Awards        | 2015 | Minister of Culture, Sports and Pop Culture Award | Girls' Day     | Wygrana   |        |
| Melon Music Awards                          | 2014 | Top 10                                            | Girls' Day     | Wygrana   |        |
| Melon Music Awards                          | 2014 | Music Video Award                                 | "Something"    | Nominacja |        |
| Melon Music Awards                          | 2014 | Song of the Year                                  | "Something"    | Nominacja |        |
| Melon Music Awards                          | 2014 | Artist of the Year                                | Girl's Day     | Nominacja |        |
| Mnet Asian Music Awards                     | 2013 | Song of the Year                                  | "Expectation"  | Nominacja | [ 78 ] |
| Mnet Asian Music Awards                     | 2013 | Best Dance Performance by a Female Group          | "Expectation"  | Nominacja | [ 78 ] |
| Mnet Asian Music Awards                     | 2014 | Best Female Group                                 | Girl's Day     | Nominacja |        |
| Mnet Asian Music Awards                     | 2014 | Best Dance Performance by a Female Group          | "Something"    | Wygrana   |        |
| Mnet Asian Music Awards                     | 2014 | BC - UnionPay Artist of the Year                  | Girl's Day     | Nominacja |        |
| Mnet Asian Music Awards                     | 2014 | BC - UnionPay Song of the Year                    | "Something"    | Nominacja |        |
| Mnet Asian Music Awards                     | 2015 | Best Dance Performance by a Female Group          | "Ring My Bell" | Nominacja |        |
| Mnet Asian Music Awards                     | 2015 | BC - UnionPay Song of the Year                    | "Ring My Bell" | Nominacja |        |
| Republic of Korea Entertainment Arts Awards | 2011 | Best Female Rookie Award                          | Girl's Day     | Wygrana   | [ 79 ] |
| SBS Awards Festival                         | 2014 | Top 10 Artists                                    | Girl's Day     | Wygrana   |        |
| SBS Awards Festival                         | 2015 | Chinese Netizen Popularity Award                  | Girl's Day     | Nominacja |        |
| SBS MTV Best of the Best                    | 2013 | Best Female Group                                 | Girl's Day     | Nominacja |        |
| SBS MTV Best of the Best                    | 2014 | Best Female Group                                 | Girl's Day     | Nominacja |        |
| SBS MTV Best of the Best                    | 2014 | Artist of the Year                                | Girl's Day     | Nominacja |        |
| Seoul Music Awards                          | 2015 | Bonsang Award                                     | "Something"    | Wygrana   |        |
| Seoul Music Awards                          | 2015 | Popularity Award                                  | Girl's Day     | Nominacja |        |
| Seoul Music Awards                          | 2015 | Hallyu Special Award                              | Girl's Day     | Nominacja |        |
| Seoul Music Awards                          | 2016 | Bonsang Award                                     | "Ring My Bell" | Nominacja |        |
| Seoul Music Awards                          | 2016 | Popularity Award                                  | Girl's Day     | Nominacja |        |
| Seoul Success Awards                        | 2010 | Cultural Award                                    | Girl's Day     | Wygrana   |        |
| Style Icon Awards                           | 2014 | Top 10 Style Icons                                | Girl's Day     | Nominacja |        |
| The Bride Awards                            | 2017 | Global Star                                       | Girl's Day     | Wygrana   |        |
| V Live Awards                               | 2017 | Special V LIVE                                    | Girl's Day     | Wygrana   | [ 80 ] |
| World Music Awards                          | 2014 | World's Best Song                                 | "Something"    | Nominacja |        |
| World Music Awards                          | 2014 | World's Best Video                                | "Something"    | Nominacja |        |
| World Music Awards                          | 2014 | World's Best Group                                | Girl's Day     | Nominacja |        |
| World Music Awards                          | 2014 | World's Best Live Act                             | Girl's Day     | Nominacja |        |